# Kaytetye
Los kaytetye son una etnia de aborígenes australianos que viven en torno a Barrow Creek y Tennant Creek en el Territorio del Norte. Sus vecinos en el este son los alyawarre, al sur los anmatyerre, al oeste los warlpiri y al norte los warumungu.
Las Devil's Marble o Canicas del Diablo, a las que los kaytetye llaman Karlu Karlu, se hallan en un lugar sagrado perteneciente al Tiempo del Sueño en el que cual fue creado el mundo real. Los kaytetye creen que las rocas son los huevos de la Serpiente Arco Iris, que pasó por esta zona durante el Tiempo del Sueño.
El idioma kaytetye, como la mayoría de lenguas indígenas que se hablan en esta parte de Australia, en una lengua arandica, del gran grupo de las lenguas pama-ñunganas. Los kaytetye usan un sofisticado sistema de signos.
Los kaytetye, que llaman Thangkenharenge a la zona de Barrow Creek, fueron víctimas de la matanza de Coniston de 1928. Esta matanza se produjo como venganza por la muerte del cazador de dingos Frederick Brooks. La operación de castigo acabó con la vida de entre una treintena y un centenar de aborígenes de las etnias warlpiri, anmatyerre y kaytetye.